# Liaoyang, Liaoyang
Liaoyang är ett härad som lyder under Liaoyangs stad på prefekturnivå i Liaoning-provinsen i nordöstra Kina.
Liaoyangs härad består av de delar som blev över av häradet då dess huvudort blev ombildat till stadsdistrikt i staden med samma namn.